# بری رابسون
بری رابسون (انگلیسی: Barry Robson؛ زادهٔ ۷ نوامبر ۱۹۷۸) بازیکن فوتبال اهل بریتانیا است.
از باشگاه‌هایی که در آن بازی کرده‌است می‌توان به باشگاه فوتبال میدلزبرو، باشگاه فوتبال سلتیک، باشگاه فوتبال شفیلد یونایتد، باشگاه فوتبال داندی یونایتد، باشگاه فوتبال رنجرز، باشگاه فوتبال ونکوور وایتکپس، باشگاه فوتبال آبردین، و باشگاه فوتبال اینورنس کالدنیون تیسل اشاره کرد.
وی همچنین در تیم‌های ملی فوتبال Scotland B national football team و اسکاتلند بازی کرده‌است.